# مويويلا
بلدية مويويلا (بالإسبانية: Moyuela) هي بلدية تقع في مقاطعة سرقسطة التابعة لمنطقة أراغون شمال شرق إسبانيا.

## الديموغرافيا
بلغ عدد سكان بلدية مويويلا 258 نسمة عام 2011 (وفقاً للمعهد الوطني الإسباني للإحصاء).
| 365 | 358 | 333 | 301 | 290 | 280 | 258 |